# Jan Kruis
Jan Kruis (1933-2017) est un auteur de bande dessinée néerlandais.

## Biographie
Après avoir œuvré plus de quinze ans dans les périodiques de bande dessinée pour enfants de son pays, il crée en 1974 Jean, Jeanne et les enfants (nl) (néerlandais : Jan, Jans en de kinderen), une série humoristique familiale qui devient rapidement très populaire et qui a été poursuivie par son studio (nl) après sa retraite en 1998.
Ses travaux lui ont valu, pour l'ensemble de son œuvre, le prix Stripschap en 1980 et il reçut en 2010 le premier prix Marten Toonder, une récompense richement dotée remise par le gouvernement néerlandais.

## Distinctions
- Chevalier de l'ordre du Lion néerlandais